# Aeroportul Palmar Sur
Aeroportul Palmar Sur (IATA: PMZ, ICAO: MRPM) este un aeroport din Puntarenas Province⁠(d), Costa Rica ce deservește zona Palmar⁠(d).
Situat la o altitudine de 14 m, aeroportul dispune de o singură pistă.